# Situl arheologic de la Hârșova
Situl arheologic de la Hârșova este un sit arheologic aflat pe teritoriul orașului Hârșova. În Repertoriul Arheologic Național, monumentul apare cu codul 60810.04.

Ansamblul este format din cinci monumente:
- Necropolă otomană (cod LMI CT-I-m-A-02678.01)
- Necropolă (cod LMI CT-I-m-A-02678.02)
- Necropolă plană (cod LMI CT-I-m-A-02678.03)
- Așezare (cod LMI CT-I-m-A-02678.04)
- Necropolă tumulară (cod LMI CT-I-m-A-02678.05)